# Eric Boman
Eric Boman, né le 5 juin 1867 à Falun (Suède), mort le 29 novembre 1924 à Buenos Aires (Argentine), est un archéologue argentin d'origine suédoise, spécialiste des cultures précolombiennes.

## Biographie
Né à Falun en 1867, Eric Boman émigre en Argentine en 1889 et termine ses études à Buenos Aires et Catamarca. Il s'établit dans la province de Catamarca, région montagneuse des Andes, où il est nommé juge de paix.

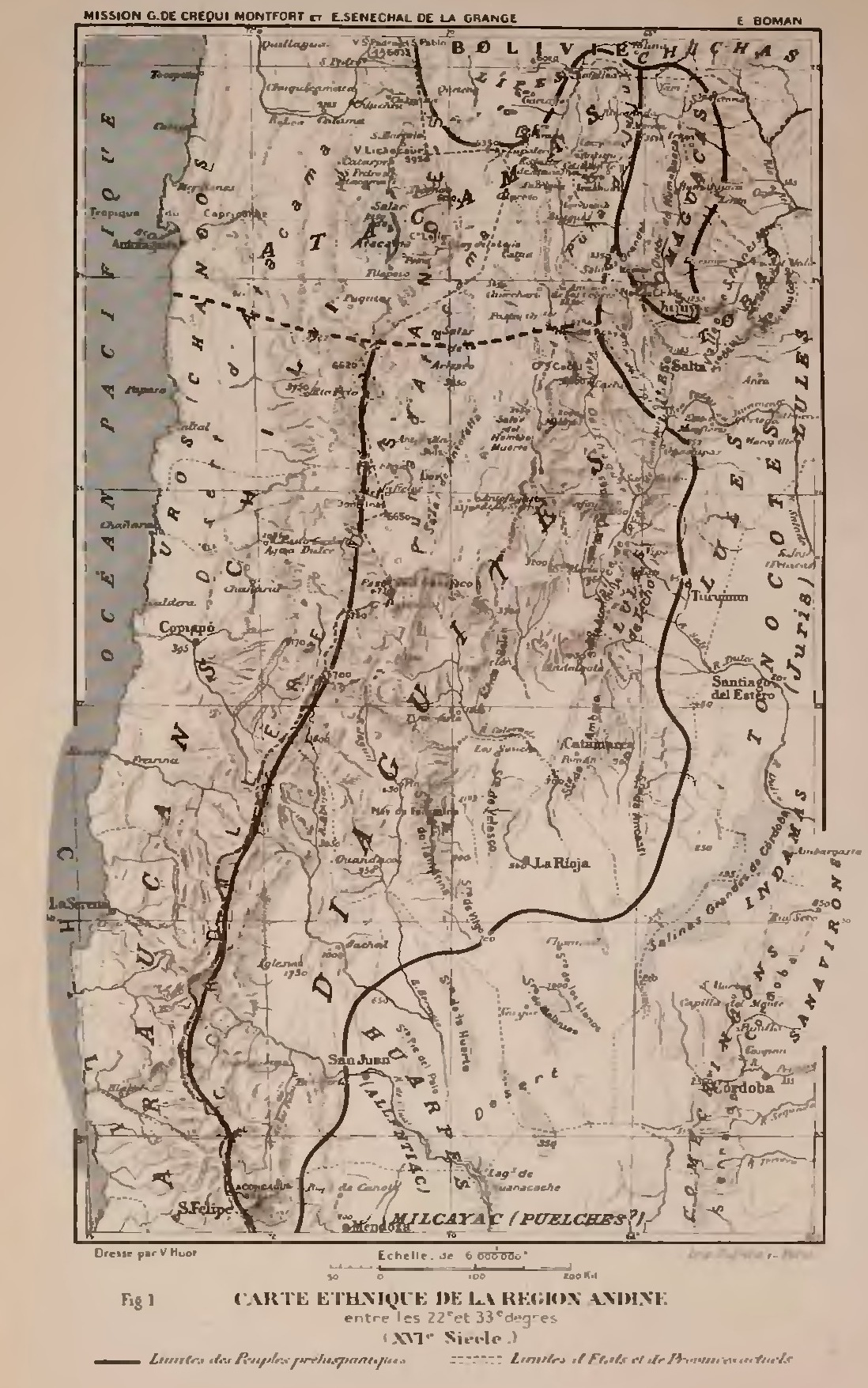
Carte ethnique de la région andine au XVIe s. par Eric Boman, Antiquités de la région andine de la République Argentine et du désert d'Atacama, 1908.

En 1901, il commence sa carrière d'archéologue en participant à une expédition archéologique suédoise à Purmamarca et dans la Quebrada de Humahuaca, dans la province de Jujuy, sous la direction du baron Erland Nordenskiöld qui en rédigera le compte-rendu dans Travels on the Boundaries of Bolivia and Argentina (« Voyages aux confins de l'Argentine et de la Bolivie »). En 1903, il accompagne un autre explorateur, le Français Georges de Créqui-Montfort, dans la même province où ils découvrent le site de Tastil (en), ancien établissement fortifié des Indiens Atacamas jusqu'à sa destruction par l'Empire inca. En 1908, il publie ses découvertes dans les Antiquités de la région andine de la République Argentine et du désert d'Atacama.

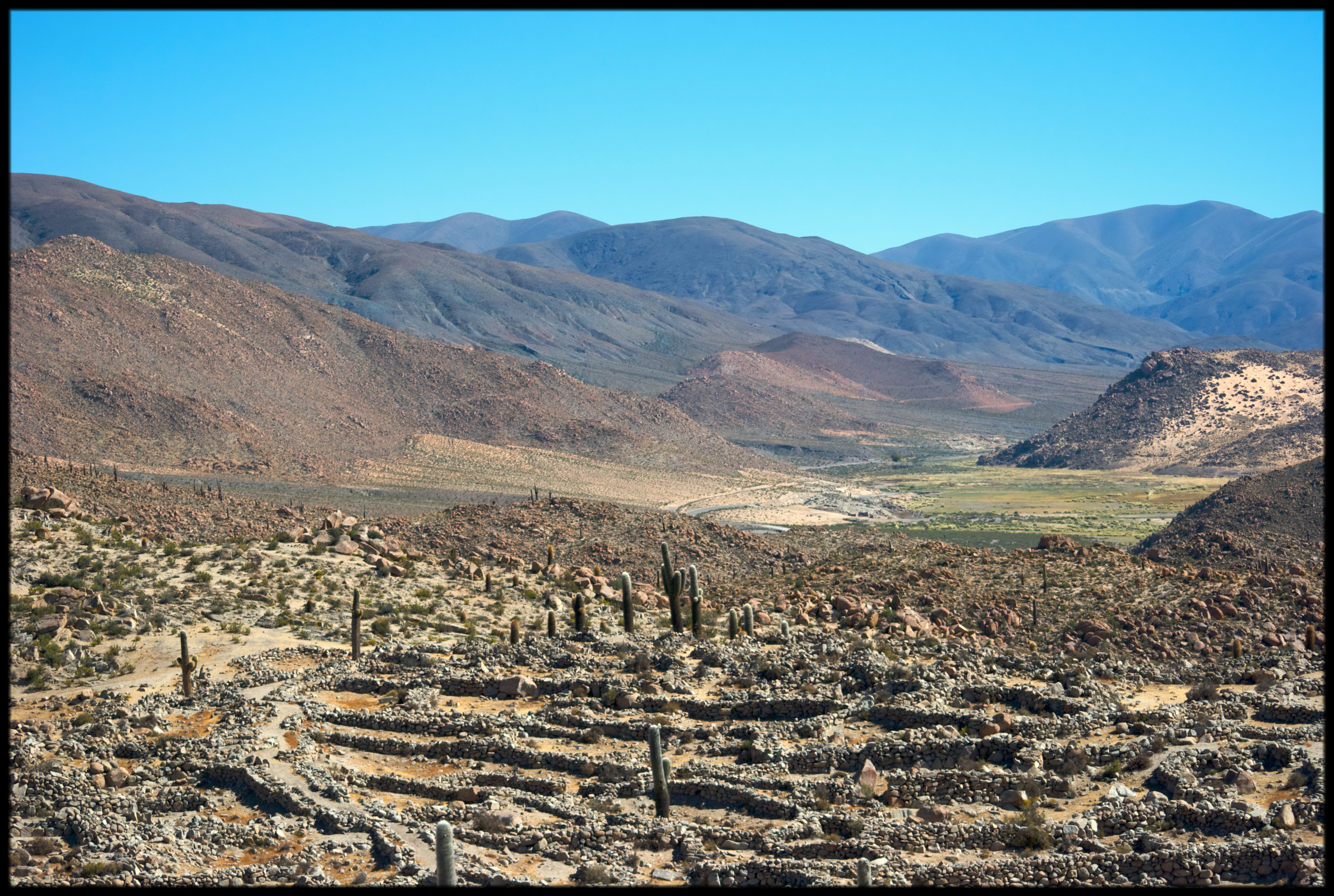
Ruines de Tastil, site habité entre 1360 et 1440, photographiées en 2008.

À la suite du vote de la loi argentine du 26 février 1913, déclarant propriété nationale le patrimoine archéologique et paléontologique et interdisant la conduite de fouilles archéologiques par des étrangers, Eric Boman passe au service du gouvernement argentin. En 1914, il explore la province de La Rioja où il découvre plusieurs sites des Indiens Diaguitas : il constate que cette région était densément peuplée avant la colonisation espagnole de l'Amérique par les ancêtres directs des Amérindiens actuels, de langue kakán. Il note que certains pétroglyphes précolombiens sont honorés comme des saints catholiques par les Diaguitas et les métis ; l'un de ces sites rupestres appelé le Señor de la Peña, le « Seigneur du Rocher », fait l'objet d'un pèlerinage annuel le Vendredi saint.
En 1917, il est nommé chef du département d'archéologie du Musée argentin des sciences naturelles Bernardino Rivadavia à Buenos Aires où il exerce jusqu'à sa mort en 1924.

## Distinctions
En 1927, ses héritiers font don de sa bibliothèque au musée Bernardino Rivadavia : une plaque à son nom est apposée dans la salle destinée à la recevoir ; le gouvernement argentin acquiert 70 exemplaires de ses Antiquités de la région andine de la République Argentine et du désert d'Atacama pour les distribuer aux principaux établissements d'enseignement.
Le musée archéologique de Santa María, dans la province de Catamarca, proche des ruines précolombiennes de Quilmes dans les vallées Calchaquíes, porte son nom.

## Sources et bibliographie
- (en) Cet article est partiellement ou en totalité issu de l’article de Wikipédia en anglais intitulé « Eric Boman » (voir la liste des auteurs) dans sa version du 9 avril 2019.
- American Anthropologist, janvier-mars 1926.
- Historical Dictionary of Argentina. London: Scarecrow Press, 1978.
- María Mercedes Podestá et al., "Arte de los comienzos" in El arte rupestre de Argentina indígena: Noroeste, Academia Nacional de la Historia, 2003-2005
- Paul Rivet, Eric Boman. Antiquités de la région andine de la République Argentine et du désert d'Atacama. In: Journal de la Société des Américanistes. Tome 7, 1910. pp. 280-284.
- Paul Rivet, Explorations archéologiques de M. Eric Boman dans la République Argentine. In: Journal de la Société des Américanistes. Tome 11, 1919. pp. 664-667.
- Paul Rivet, Hommage de l'Argentine à la mémoire de Eric Boman. In: Journal de la Société des Américanistes. Tome 20, 1928. pp. 433-434.